# Insight (noțiune)
Insight este înțelegerea unei anumite relații cauză-efect într-un context specific. 

### Semnificații conexe
Termenul de insight poate avea mai multe semnificații legate:
- o parte de informație
- actul sau rezultatul înțelegerii naturii interioare a lucrurilor sau de a vedea intuitiv (numit noesis în limba greacă)
- o introspecție
- puterea de a observa cu acuitate și de a deduce, de a discerne, și de a percepe, numită intelecție sau noesis.
- o înțelegere a cauzei și efectului bazată pe identificarea relațiilor și comportamentelor înăuntrul unui model, a unui context sau a unui scenariu (vezi inteligență artificială).

### Aha-Erlebnis
Un insight (o interiorizare sau o introspecție) ce se manifestă dintr-o dată, cum ar fi înțelegerea modului de a rezolva o problemă dificilă, este uneori numită de germani prin cuvântul Aha-Erlebnis. Termenul a fost inventat de psihologul, teoreticianul și lingvistul german Karl Bühler. Ea este, de asemenea, cunoscută ca o epifanie, moment evrika sau (pentru cei care desfac cuvinte încrucișate) momentul căderii creionului (penny dropping moment - PDM).
Realizarea dătătoare de dureri de cap a identificării unei probleme, mai degrabă decât rezolvarea ei, deci, momente Uf-of, mai degrabă decât Aha, este văzută, mai departe, în perspectivă negativă. 

## Psihologie

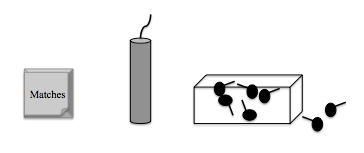
Reprezentarea Problemei Lumânării a lui Duncker.

În psihologie, insight apare atunci când o soluție la o problemă se prezintă rapid și fără avertisment. Este o bruscă descoperire a soluției corecte urmare a unor încercări incorecte, bazate pe încercare și eroare. Soluții prin intermediul insight s-au dovedit a fi mai precise decât soluțile non-insight.

### Psihologia gestaltistă
Insight a fost mai întâi studiat de Psihologia gestaltistă, în prima parte a secolului 20, în căutarea unei alternative la asociaționism și punctul de vedere asociaționistic al învățării. Unii mecanisme potențiale propuse pentru insight includ: vedea dintr-o dată problema într-un mod nou, conectarea problemei la altă problemă/soluție pereche și relevantă, eliberarea de experiențele trecute care blochează soluția, sau a vedea o problemă într-un context coerent mai larg.